# La Măruță
La Măruță este o emisiune de televiziune difuzată pe canalul de televiziune Pro TV. Este prezentată de Cătălin Măruță, de luni până vineri, de la ora 15 până la ora 17, după care încep „Știrile Pro TV”. Numele anterior al emisiunii a fost Happy Hour, din 22 octombrie 2007 până în anul 2013.
Anterior emisiunea avea în perioada anilor 2014-2016 un format tabloid, concentrându-se mai mult subiecte legate de cazuri scandaloase precum crime, bigamie, certuri, dar și scandaluri legate de vedete, în general. După 2017 emisiunea a revenit la formatul de divertisment, adoptând rubrici speciale, dar și concursuri.